# Донні осади
До́нні о́сади, до́нні ві́дклади (рос. донные осадки, донные отложения, англ. bottom sediments,  bed loads, bottoms, prodelta, нім. Bodensedimente n pl) — осади, що покривають дно водного басейну. У залежності від характеру басейнів, або водоймищ, розрізнюють океанічні, морські, лагунні, озерні, річкові донні осади.